# Цомет

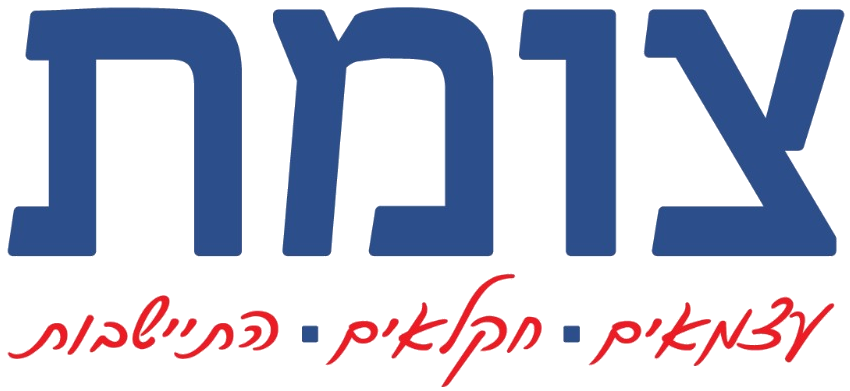

Цо́мет (ивр. צומת‎, букв. «Перепутье») — израильская политическая партия, представленная в кнессете с 11-го по 14-й созыв. Максимальное представительство — 8 депутатов (в кнессете 13-го созыва), бессменный лидер с 1984 по 1999 год — Рафаэль Эйтан. Идеология партии сочетала жёсткие позиции по вопросам безопасности и внешней политики с акцентом на качество образования в Израиле и антирелигиозной риторикой.

## Основание и первые годы деятельности
Движение «Цомет» было основано в 1984 году недавно окончившим военную службу генералом Рафаэлем Эйтаном, бывшим начальником Генерального штаба Армии обороны Израиля. На первых порах новая организация по идеологии приближалась к партии Труда, будучи связано корнями с кибуцным и мошавным движением (сам Эйтан также был из семьи мошавников), но занимала намного более жёсткие позиции в вопросах обороны и аннексии территорий. В то же время Эйтан акцентировал светский характер своей партии и такие элементы в её идеологии, как борьба с отсрочкой военной службы для студентов ешив, проводя чёткую грань между ней и партией «Тхия», в рядах которой было сильно религиозно-сионистское крыло.
«Цомет» впервые участвовал в выборах в кнессет уже в 1984 году, в блоке с партией «Тхия», и Эйтан стал его первым представителем в кнессете. Однако в 1987 году блок распался из-за попыток Эйтана укрепить в нём своё влияние, расставив своих людей на ключевые посты. Кроме того, причиной раскола стали принципиальные разногласия Эйтана с Геулой Коэн. Коэн отстаивала неограниченное право израильтян на строительство поселений в Иудее, Самарии и секторе Газа, тогда как бывший кадровый военный Эйтан считал, что поселенческую деятельность должна контролировать армия.
На выборы 1988 года «Цомет» уже шёл отдельным списком. Его пропаганда строилась вокруг вопросов безопасности, и его предвыборные материалы включали жёсткую критику правительства национального единства Ицхака Шамира, чью борьбу с интифадой характеризовали многочисленные неудачи. Цомет требовал введения коллективных методов наказания, комендантского часа в палестинских городах и деревнях и депортаций. Отдельной темой для критики правительства были его неудачи в области образования, и «Цомет» обещал избирателям бороться за более развитую систему образования, которая сможет сократить социальное неравенство и одновременно упрочить израильскую экономику, сделав её более независимой. Эйтан выступал против дотаций религиозным учебным учреждениям и отсрочки военной службы для студентов ешив. «Цомет» также активно выступал за избирательную реформу, в рамках которой будут введены прямые выборы премьер-министра.
Получив два мандата на выборах, в 1990 году партия вошла в право-религиозную коалицию Шамира на условиях, что её членам и членам «Ликуда» — крупнейшей правой партии — будет предоставлена свобода голоса при обсуждении в кнессете вопроса о прямых выборах. Эйтан получил в правительстве Шамира портфель министра сельского хозяйства, но в 1992 году вышел из коалиции со своей партией, так как понял, что Шамир не намерен поддерживать закон о прямых выборах премьера.

## Успех на выборах 1992 года и начало распада
После окончательного развала правой коалиции из-за участия Израиля в Мадридской мирной конференции «Цомет» провёл успешную предвыборную кампанию в 1992 году. Агитация партии концентрировалась вокруг её председателя — фигуры известной и харизматичной; такую же тактику избрала партия Труда, чья агитация строилась вокруг другого бывшего начальника Генерального штаба — Ицхака Рабина. Второй депутат от «Цомета» в созыве 1988 года, Йоаш Цидон, покинул партию после того, как ему было предложено слишком низкое место в предвыборном списке, остальные же кандидаты от партии были практически неизвестны избирателям. Во внутриполитических вопросах «Цомет» занял непримиримую антиклерикальную позицию, в своей агитации за разделение государства и религии соперничая с левым блоком «Мерец», а во внешнеполитических и оборонных аспектах позиция партии была «ястребиной», но не религиозно-мистической, как у других мелких правых партий, в целом напоминая программу «Ликуда», но в более жёсткой форме. Центральной темой в кампании оставалось образование, к которому добавился вопрос интеграции массовой алии из Советского Союза.
В день выборов «Цомет» преподнёс одну из самых больших сенсаций, набрав 6,4 % голосов избирателей, обеспечившие ему 8 мандатов в кнессете. Аналитики указывают, что значительная часть этих голосов была получена за счёт «Ликуда», чьи сторонники предпочли более «ястребиную» программу Эйтана в вопросах безопасности. Определённое количество избирателей также перешло к «Цомету» от «Тхии», не сумевшей преодолеть электоральный барьер. Особенно высокую поддержку партия получила в сельскохозяйственном секторе, а также в Хайфе и таких крупных светских поселениях, как Ариэль и Гиват-Зеэв. Всего за «Цомет» проголосовало 8,7 % поселенцев. Целый дополнительный мандат «Цомет» получил после подсчёта голосов военнослужащих действительной службы.
Основными победителями на выборах, однако, стали лево-сионистские партии, при внекоалиционной поддержке блока арабских партий сформировавшие новое правительство под руководством Рабина. «Цомет» остался в оппозиции, и в партии скоро началась внутренняя борьба. Партийное руководство было обвинено в финансовых манипуляциях, а лично Эйтан в диктаторских замашках. В 1994 году из состава фракции «Цомета» в кнессете вышли три депутата — Эстер Сальмович, Гонен Сегев и Алекс Гольдфарб, — сформировавшие отдельную фракцию «Йиуд». Это объединение, однако, оказалось недолговечным, и вскоре Сегев и Гольдфарб присоединились к правительственной коалиции Рабина, получив соответственно посты министра энергетики и заместителя министра строительства. Этот переход позволил Рабину ратифицировать в кнессете с минимальным перевесом соглашение «Осло-2», что привело к широкой общественной критике. После раскола фракции «Цомета» генеральный секретарь партии, Хеми Дорон, был вынужден подать в отставку.

## Исчезновение с политической карты
На парламентские выборы 1996 года «Цомет» шёл не отдельным списком, а в составе блока с «Ликудом» и партией «Гешер». Поскольку в основном в совместном списке были представлены члены «Ликуда», собственно «Цомет» располагал в кнессете только пятью депутатами. Эйтан второй раз за карьеру возглавил министерство сельского хозяйства в кабинете Биньямина Нетаньяху, впервые избранного премьером прямым голосованием.
23 февраля 1999 года блок раскололся на четыре части, во фракции «Ликуд»-«Цомет» остались 22 депутата; бывший член «Цомета» Элиэзер Зандберг вышел из блока вместе с ещё тремя членами фракции «Исраэль ба-Мерказ Бет». Всего через несколько дней, 4 марта, блок покинули ещё три депутата от «Цомета» во главе с Эйтаном, а вслед за этим от фракции «Цомета» откололся депутат Моше Пелед, присоединвшись к представителям ультраправой партии «Моледет».
Накануне выборов 1999 года «Цомет» вновь вёл переговоры с «Ликудом» и другими правыми партиями о формировании единого блока, но эти попытки ни к чему не привели. В итоге «Цомет» на выборах был представлен отдельным списком, не преодолевшим процентный барьер. Сам Эйтан пытался выставить свою кандидатуру на прямых выборах премьер-министра, но не собрал даже необходимых для подачи заявки 50 тысяч подписей. После этих неудач Эйтан объявил об уходе из политики. Партия, уже без своего постоянного лидера, участвовала в парламентских выборах 2003, 2006 и 2009 годов под председательством Моше Грина, но каждый раз безуспешно.

## Повторная регистрация названия
В 2019 году бывший депутат кнессета от «Ликуда» Орен Хазан объявил о возрождении партии «Цомет» после того, как не смог получить реальное место в предвыборном списке «Ликуда».

## Представительство в кнессете
| Созыв | Фракция    | Мест | Представители |
| ----- | ---------- | ---- | --- |
| 11    | Тхия-Цомет | 1    | Рафаэль Эйтан |
| 12    | Цомет      | 2    | Йоаш Цидон, Рафаэль Эйтан                                                                                         |
| 13    | Цомет      | 8-3  | Пини Бадаш, Алекс Гольдфарб, Хаим Даян, Элиэзер Зандберг, Эстер Сальмович, Гонен Сегев, Моше Пелед, Рафаэль Эйтан |
| 14    | Цомет      | 2-1  | Хаим Даян, Моше Пелед, Рафаэль Эйтан                                                                              |

1. ↑  Эстер Сальмович, Гонен Сегев и Алекс Гольдфарб вышли из состава фракции «Цомет», основав фракцию «Йиуд»
2. ↑  Моше Пелед вышел из состава фракции «Цомет», присоединившись к фракции «Моледет»